# Нікітін Сергій Якович
Сергій Якович Нікітін (нар. 8 березня 1944, Москва, РРФСР, СРСР) — радянський і російський композитор, автор-виконавець. Заслужений діяч мистецтв Російської Федерації (1995). Фізик, кандидат фізико-математичних наук.

## Біографія
Народився в сім'ї військового Нікітіна Якова Григоровича і Нікітіної Віри Сергіївни. У 1962 році закінчив середню школу № 587 у Москві. Закінчив фізичний факультет Московського державного університету ім. М. В. Ломоносова (1968). Фізик, кандидат фізико-математичних наук. Працював науковим співробітником в Інституті органічної хімії АН СРСР і в Інституті біологічної фізики АН СРСР.

### Тетяна і Сергій Нікітіни
З 1962 року пише пісні на вірші російських і зарубіжних поетів, таких як Д. Сухарєв, Е. Багрицький, Б. Пастернак, Ю. Моріц, Ю. Левитанський, Г. Шпаліков, Д. Самойлов, А. Кушнер, А. Вознесенський, Є. Євтушенко, Б. Рижий, В. Шекспір і інші.
Брав активну участь у роботі агітбригади фізичного факультету МДУ як музикант, композитор, керівник квартету фізичного факультету МДУ. Важливою частиною репертуару квартету й агітбригади були пісні Нікітіна на вірші випускників фізфаку МДУ Сергія Крилова, Валерія Міляєва і Геннадія Іванова. Першу пісню «В дорозі» («Ніч, і сніг, і шлях далекий…») на вірші І. Уткіна Нікітін склав в грудні 1962 року.
Був організатором і керівником квартету фізиків МДУ (1963—1967), а також квінтету фізиків (1968—1977), у якому співала і Тетяна Хашімовна Садикова. У 1968 році вона стала дружиною композитора і його партнером по сцені. У квінтет студентів-фізиків, крім нього самого і його дружини, входили також Кармен Сантакреу (Carmen Santacreu), Володимир Улін і Микола Туркін. У 1972 році квінтет брав участь в 3-му Фестивалі політичної пісні в Берліні. З самого початку концертної діяльності Нікітін отримав велику популярність в студентському середовищі, а пізніше і за її межами, завдяки своєму рідкісному композиторському дару, майстерній грі на гітарі і оригінальним ансамблевим аранжуванням.
У 1978 році Тетяна та Сергій Нікітіни познайомилися з французьким музикантом і диригентом Полем Моріа. Два місяці по тому Поль Моріа записав на фірмі Phillips інструментальну версію пісні Віктора Берковського і Сергія Нікітіна «Під музику Вівальді». Пісня була включена в диск «Dans les Yeux d'Émilie».
У 1980 році фільм режисера Володимира Меньшова «Москва сльозам не вірить» з музикою Сергія Нікітіна отримав премію «Оскар» в номінації «Найкращий іноземний фільм року».
Музика Сергія Нікітіна широко використовувана в театрі, кіно, на телебаченні і радіо. Кілька років, з 1987 по 1995 рік, Сергій Нікітін працював завідувачем музичної частини московського театру «Табакерка» під керівництвом Олега Табакова.
Нині Нікітін — заслужений діяч мистецтв РФ, лауреат Царськосельської мистецької премії (1997), вільний художник.
Грає на семиструнній гітарі з особливим мінорним ладом.

## Громадянська позиція
У січні 2013 року категорично відмовився виступити на ювілеї Юрія Башмета «в силу серйозних розбіжностей з ювіляром з приводу прийнятого» закону Діми Яковлєва «і його ставлення до президента В. В. Путіна».

## Сім'я
- Дружина: Тетяна Нікітіна — співвиконавець пісень.
- Син: Олександр (народився в 1971 році).
- Двоє онуків, Наталя і Данило.